# Aero California
Pour les articles homonymes, voir JR.
Aero California (code AITA : JR ; code OACI : SER) était une compagnie aérienne du Mexique fondée en 1960.
Elle était basée en Basse-Californie du Sud, à La Paz et possédait 21 appareils. Cette compagnie effectuait 130 vols par jour dont 20 au Mexique et un jusqu'à Los Angeles aux États-Unis. Sa flotte comptait 21 appareils, tous des DC-9. Elle fut déclarée en faillite le 4 octobre 2008.